# Gedera
Gedera, ook wel aangeduid als Gdera en Gadera (Hebreeuws: גְּדֵרָה - 'schaapskooi'), is een plaats en kleine gemeente (Mo'atza Mekomit) in het Centrale District in Israël. Er wonen ongeveer 26.000 personen (2015) en de oppervlakte bedraagt 14,5 km². De bevolking bestaat voor de helft uit Joden die uit Jemen afkomstig zijn.

## Geschiedenis
Gedera werd gesticht in 1884 tijdens de eerste alia door leden van de Bilu-groep. Een tijdlang is gedacht dat de stad Gedera in de Bijbelboeken 1 Kronieken 4:23 en Jozua 15:36 dezelfde stad zou zijn als de huidige, maar tegenwoordig wordt Khirbet Judraya op de Westoever voor het Bijbelse Gedera gehouden. Gedera ligt op de plek waar vroeger het Arabische dorpje Qatra was gesitueerd. Deze plek werd tijdens de Arabisch-Israëlische Oorlog van 1948 door de Hagana ontvolkt.
Verbouwde men er in de begintijd druiven en granen, later kwamen daar citrusvruchten en veldgroente bij. In de jaren dertig ontstond er ook industrie.

## Geografie
Gedera is een van de snelstgroeiende plaatsen in Israël, wat te danken is aan de centrale ligging van de plaats in de nabijheid van grote plaatsen zoals Rehovot, Asjdod en Kirjat Gat in combinatie met lage huizenprijzen en het groene en rustige karakter van de plaats.
Gedera is gebouwd op zeven heuvels met een maximale hoogte van tachtig meter in de streek van Sjfela. Vanwege deze situering als de zuidelijke rand van centraal Israël met als spiegelbeeld de stad Hadera die hiervan de noordelijke rand vormt, bezigt men in Israël wel de uitdrukking 'van Hadera tot Gedera' om het volkrijkste deel van het land mee aan te duiden.

## Geboren
- Gila Gamliel (1974), politica

## Verbonden steden
- Valence (Drôme)
- Roman (Roemenië)

## Foto's

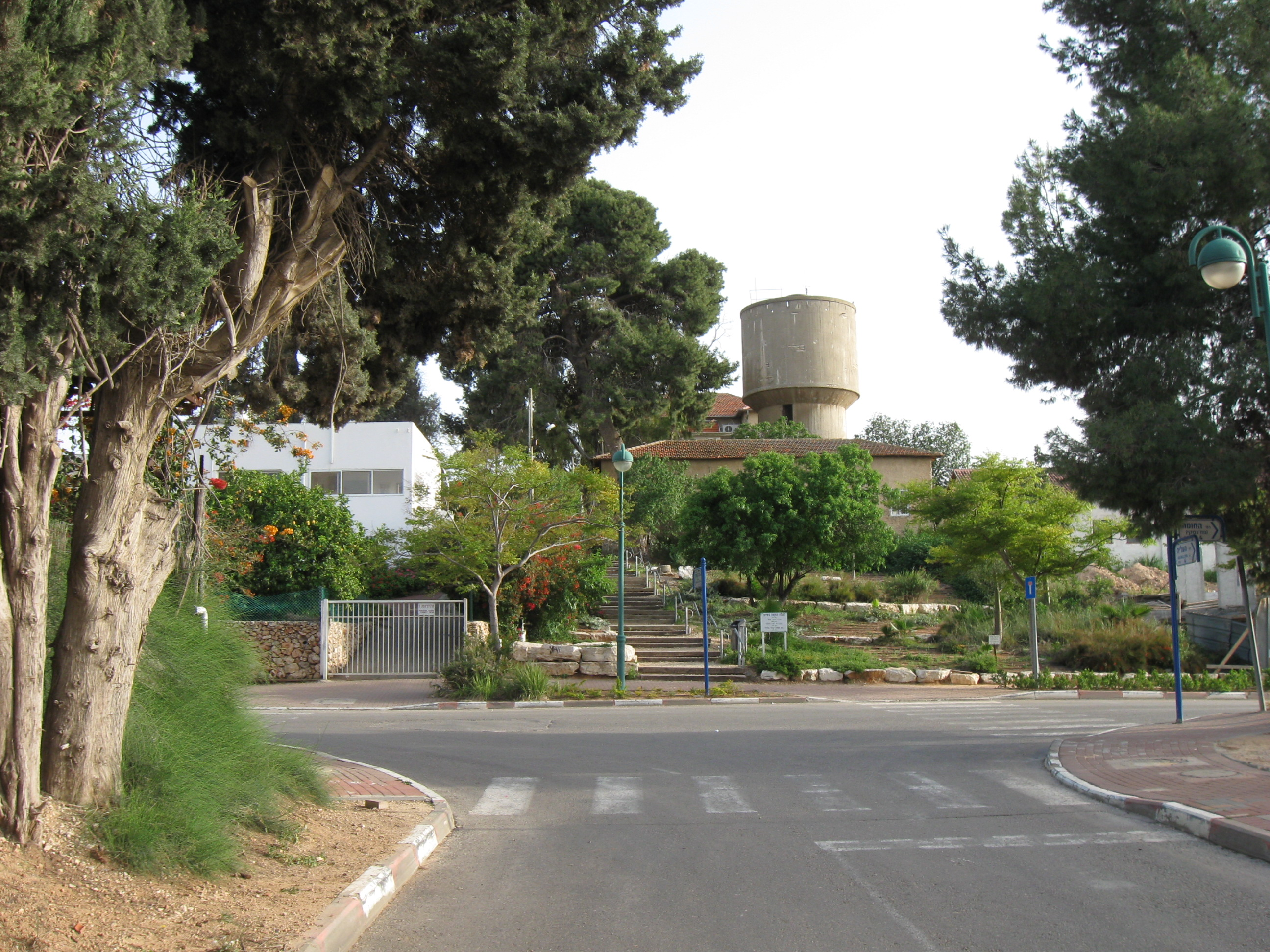
Watertoren
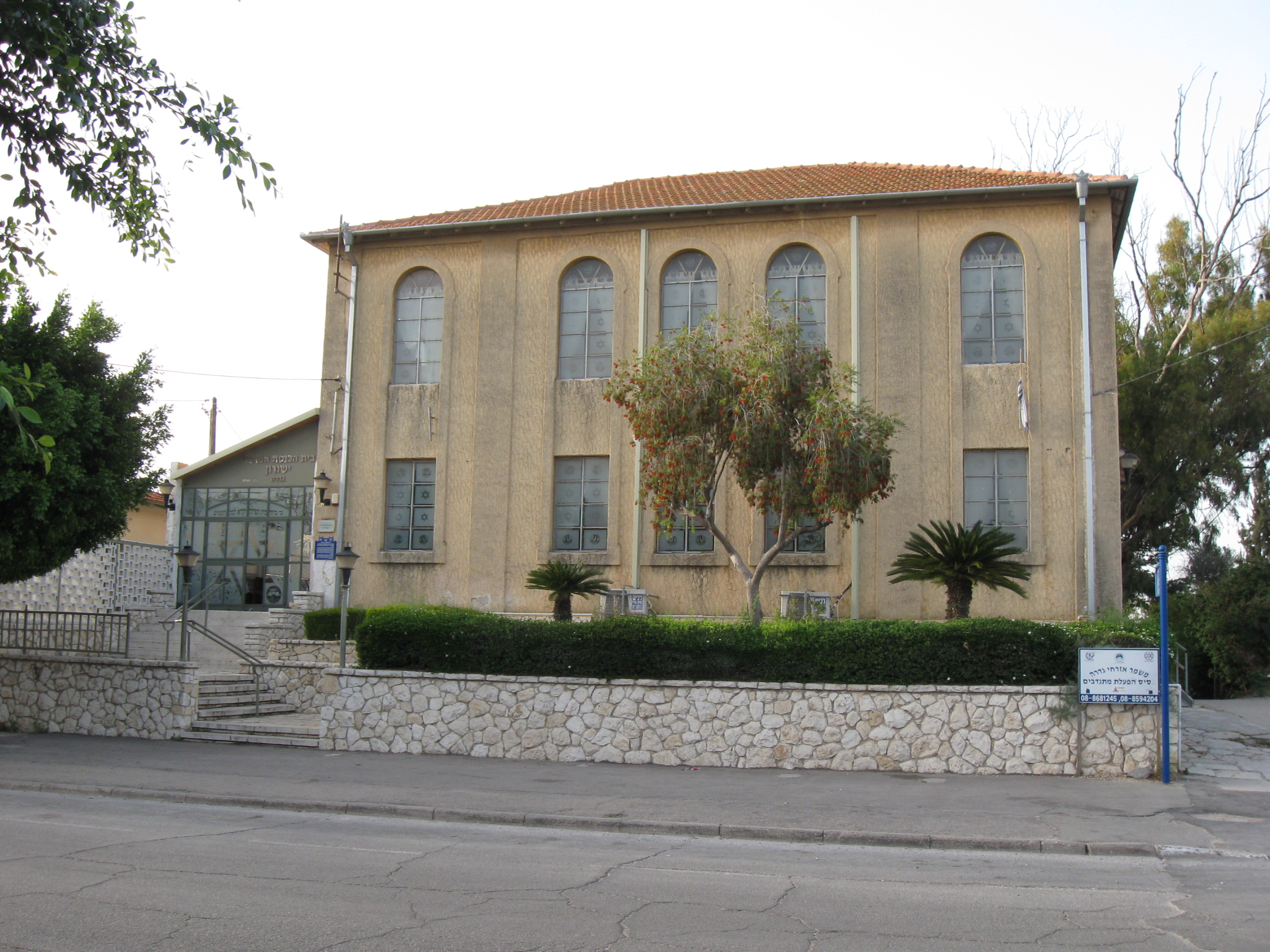
Yeshurun Synagoge, bouwjaar 1912
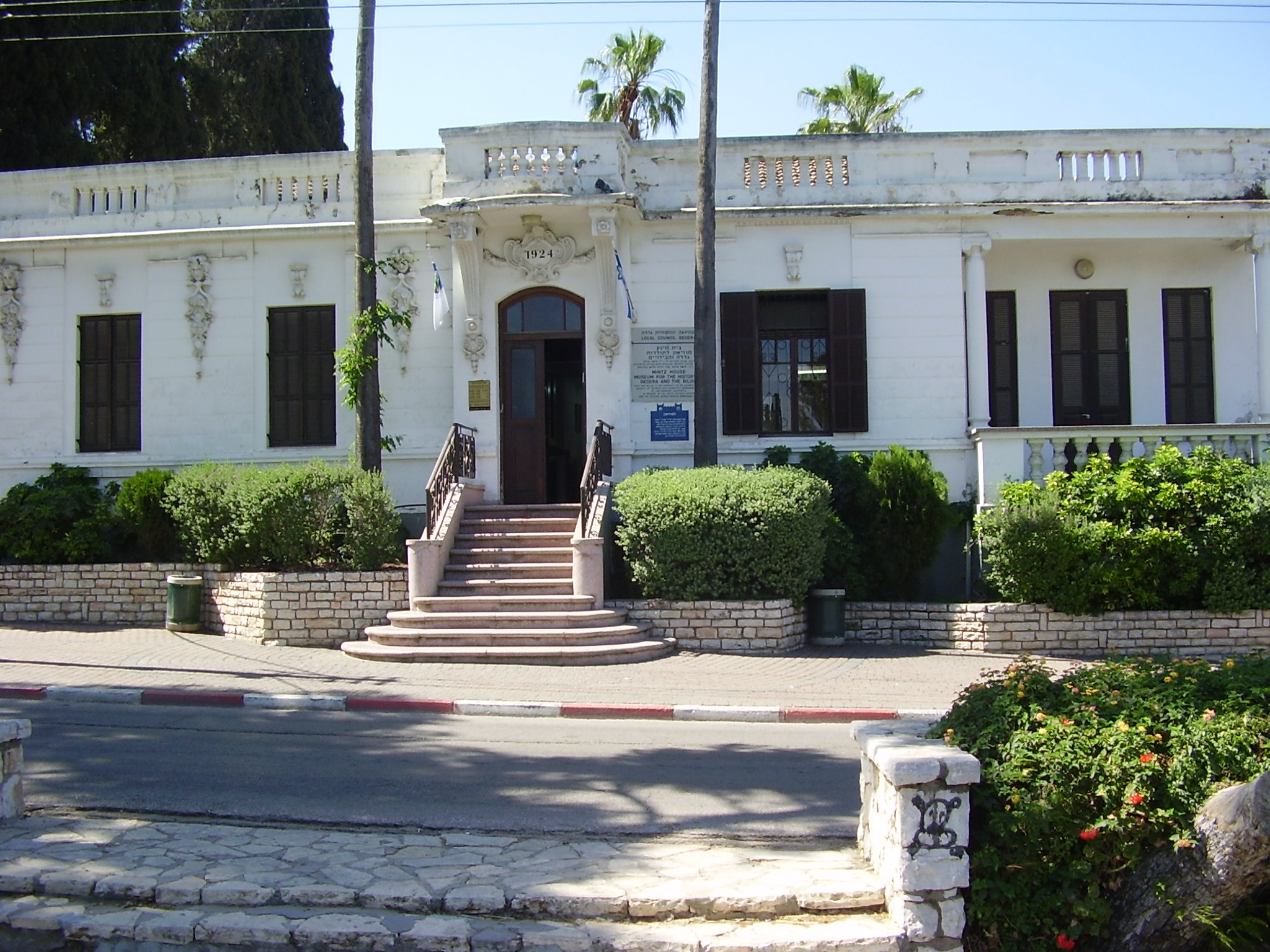
Historisch museum in het Mintz-huis